# Salomó
Salomó ist eine katalanische Gemeinde mit 525 Einwohnern (Stand: 2024) in der Provinz Tarragona im Nordosten Spaniens. Sie liegt in der Comarca Tarragonès. Die Gemeinde besteht aus dem Hauptort Salomó und der Ortschaft Mas Boronat.

## Geographische Lage
Salomó liegt etwa 18 Kilometer nordöstlich vom Stadtzentrum von Tarragona und knapp 75 Kilometer westsüdwestlich von Barcelona in einer Höhe von ca. 205 m am Río Gaia, der die westliche Gemeindegrenze bildet.

## Bevölkerungsentwicklung
| Jahr      | 1970 | 1981 | 1991 | 2001 | 2011 | 2021 |
| Einwohner | 646  | 518  | 439  | 382  | 525  | 544  |

## Sehenswürdigkeiten
- Marienkirche (Iglesia de Santa María)
- Madonnenkapelle (Capella de la Madonna) in Mas Boronat

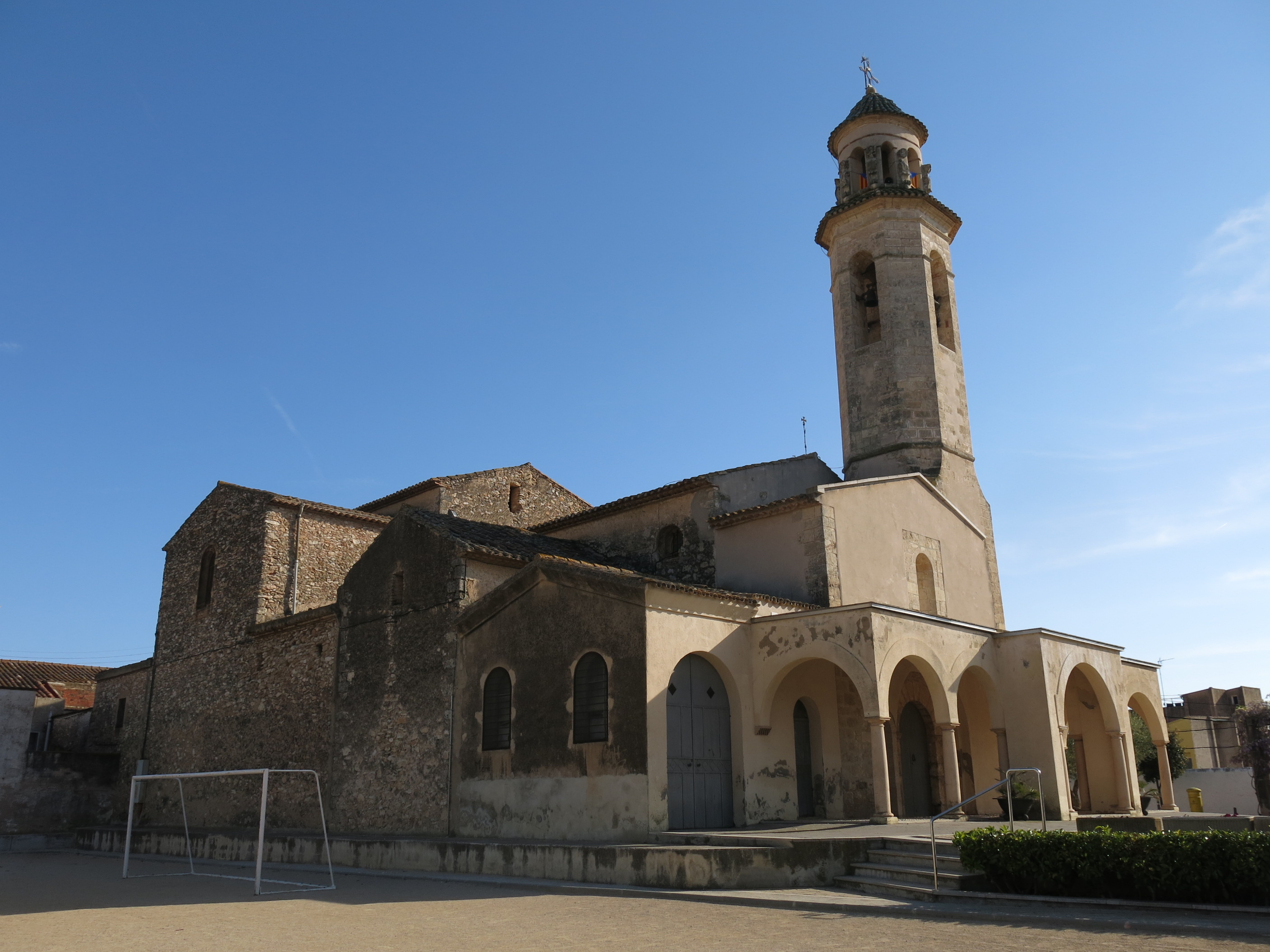
Marienkirche
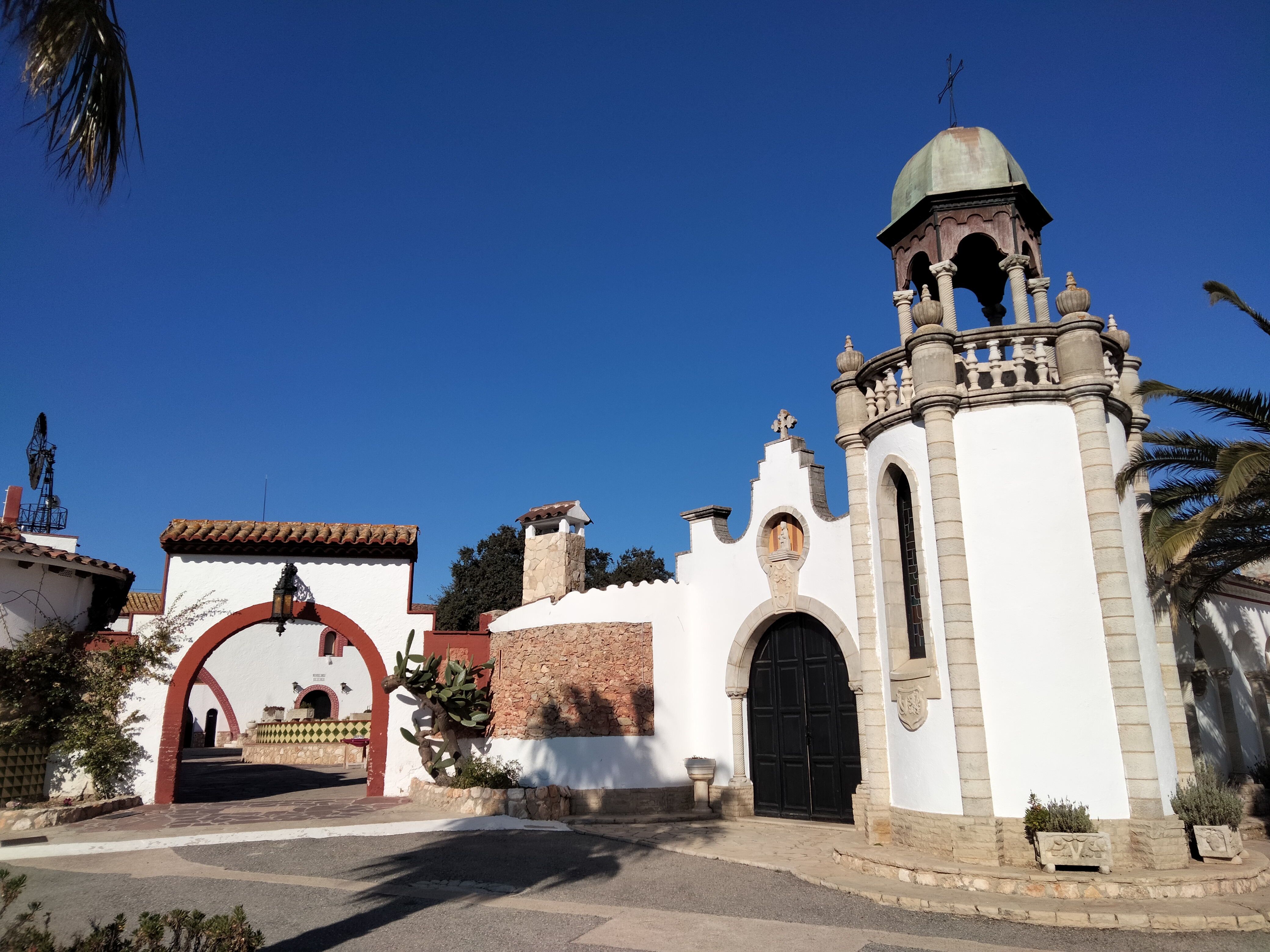
Madonnenkapelle
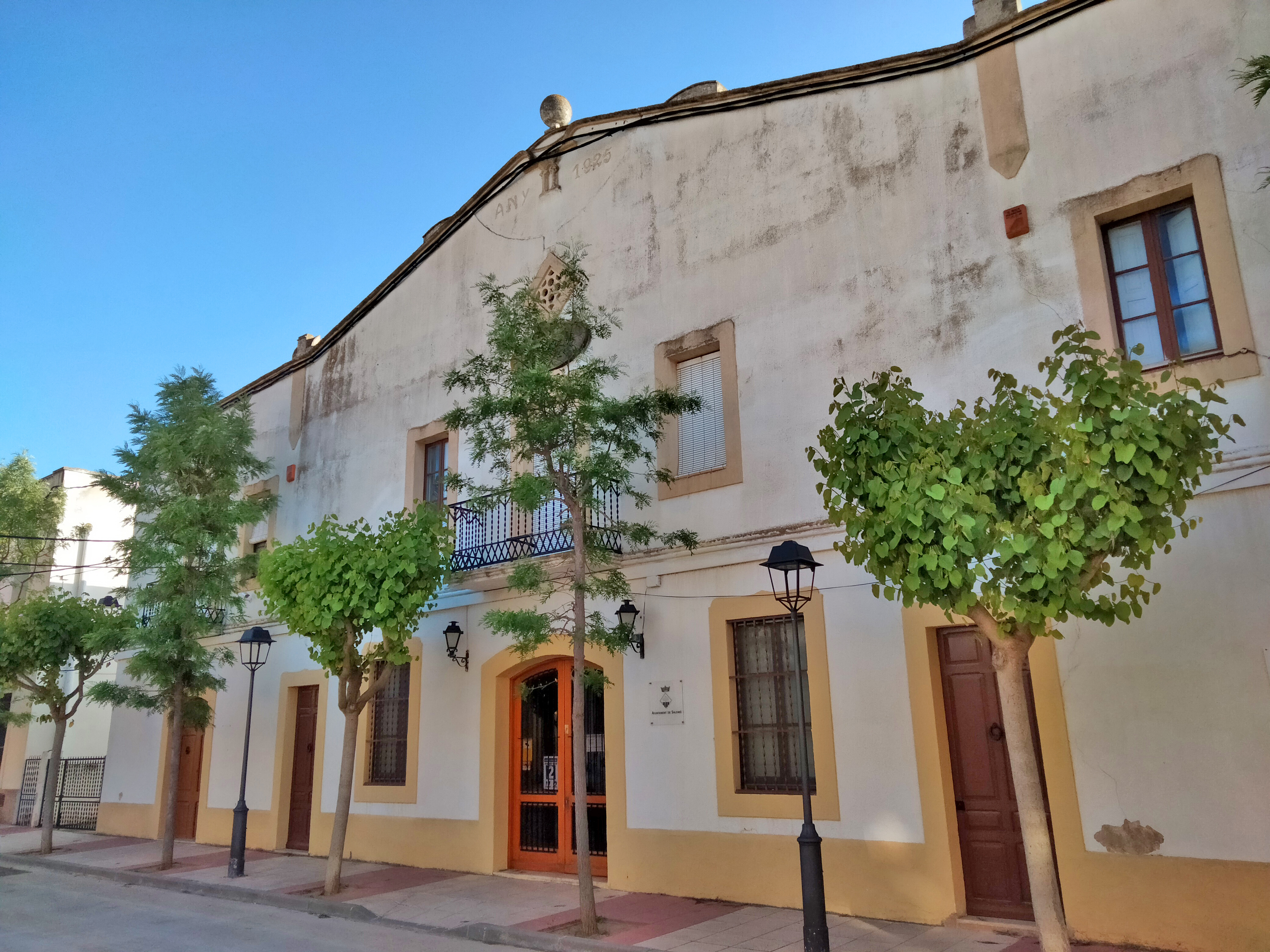
Rathaus